# Igor Olshansky
Igor Olshansky (* 3. Mai 1982 in Dnipropetrowsk, Ukrainische SSR) ist ein ehemaliger US-amerikanischer American-Football-Spieler ukrainischer Abstammung auf der Position des Defensive Ends. Er spielte für die San Diego Chargers, die Dallas Cowboys und die Miami Dolphins in der National Football League (NFL).

## Jugend
Igor Olshansky wurde in der ehemaligen Sowjetunion geboren. Im Alter von sieben Jahren wanderten seine Eltern in die USA aus. Verwandte seiner Eltern hatten sich bereits in Kalifornien angesiedelt und seine Eltern zogen nach. Olshansky wuchs in San Francisco auf, wo er und seine Schwester die Hebrew Academy of San Francisco besuchten. Igor Olshansky spielte Basketball, erst im Alter von 15 Jahren fand er Interesse an American Football und spielte in der Mannschaft des St. Ignatius College Preparatory.

## Spielerlaufbahn

### Collegekarriere
Igor Olshansky studierte an der University of Oregon Psychologie. Im Jahr 2000 kam er nicht in der College-Football-Mannschaft seines Colleges zum Einsatz. Erst 2001 konnte er sich in der Mannschaft etablieren und wurde sofort in die Auswahlmannschaft der Liga gewählt. Während seiner Studienzeit gelangen ihm 146 Tackles. Nachdem er zweimal hintereinander von seinem College als der beste Spieler der Defensive Line ausgezeichnet wurde, brach er sein Studium zugunsten einer Profikarriere vorzeitig ab.

### Profikarriere
Olshansky wurde in der NFL Draft 2004 von den San Diego Chargers in der zweiten Runde an 35. Stelle ausgewählt. Er erhielt einen Vertrag über sechs Jahre, der ihm ein Einkommen von 5,2 Millionen US-Dollar zusicherte. Trainer der Mannschaft war Marty Schottenheimer, der ihn bereits in seinem Rookiejahr als Starter in der Defense der Mannschaft einsetzte. In den Jahren 2004, 2006 bis 2008 konnte Olshansky mit seinem Team jeweils in die Play-offs einziehen. Ein Einzug in den Super Bowl gelang ihm aber nicht. Im Jahr 2006 wurde er nach einer körperlichen Auseinandersetzung mit einem Spieler der Denver Broncos von der NFL mit einer Geldstrafe von 10.000 US-Dollar belegt. Tom Nalen hatte ihn zuvor unfair attackiert und musste dafür eine Geldstrafe von 25.000 US-Dollar bezahlen.
Das Foul von Nalen verursachte bei seinem Gegenspieler eine Knieverletzung. Nach fünf Spieljahren bei den Chargers gaben diese Olshansky vorzeitig frei und er unterschrieb einen Vertrag mit einer Laufzeit von vier Jahren bei den Dallas Cowboys. Der Vertrag sollte ihm ein Einkommen von 18 Millionen US-Dollar einbringen. Auch bei den Cowboys konnte sich der gebürtige Ukrainer einen Platz als Starter in der Defense sichern. Allerdings verlief seine Karriere bei der Mannschaft aus Dallas nicht vollkommen störungsfrei. Nach einem illegalen Block gegen einen Spieler der Kansas City Chiefs wurde er von der NFL zur Zahlung einer Geldstrafe von 7.500 US-Dollar verpflichtet. Auch mit seinem neuen Team zog Olshansky in die Play-offs ein. In der zweiten Runde scheiterten die Cowboys an den Minnesota Vikings.
Kurz vor dem Start der Saison 2011 wurde Olshansky von den Cowboys an die Miami Dolphins abgegeben, die ihn jedoch noch vor Ende der Regular Season wieder entließen.

## Außerhalb des Spielfelds
Der Großvater von Igor Olshansky war im Zweiten Weltkrieg Soldat in der Roten Armee. Er wurde insgesamt elfmal verwundet. Um das Schicksal seines Großvaters näher zu erkunden, ist er stark an Militärgeschichte interessiert. Olshansky ist verheiratet und hat einen Sohn.